# Avenida Presidente João Goulart
É uma avenida que situa-se na zona sul da cidade de São Paulo, no distrito de Cidade Dutra.
Avenida Presidente João Goulart começa na Avenida Senador Teotônio Vilela na altura do Largo do Rio Bonito e termina no Jardim Graúna.
Em sua extensão inicial (Avenida Senador Teotônio Vilela /Rua Jequirituba) predomina como sendo uma zona de comércio, isso se deve ao alto movimento de pessoas proporcionados pela Estação Primavera-Interlagos da Linha 9–Esmeralda do Trem Metropolitano. Já em seu trecho restante predomina como sendo residencial com alguns pontos tendo concentração de pequenos comércios.